# Happiness (Manga)
Happiness ist eine Manga-Serie von Shūzō Oshimi, die von 2015 bis 2019 in Japan erschien. Die Horror-Geschichte erzählt von Jugendlichen, die zu Vampiren werden und so aus ihrem Alltagsleben herausgerissen werden. Sie wurde in mehrere Sprachen übersetzt, darunter auch ins Deutsche.

## Inhalt
Das erste Jahr an der Oberschule verläuft für Makoto Okazaki wenig außergewöhnlich, aber frustrierend: Die Mitschüler um Yuki mobben ihn, andere erweisen sich als unzuverlässige Freunde. Mit Nunota verbindet ihn, dass der zuvor von den anderen herumkommandiert wurde. Makotos jugendliche Begehren finden seine Befriedigung nur darin, dass er den Mädchen auf der Treppe heimlich unter den Rock schaut. Auch zuhause hat er das Nachsehen, denn sein älterer Bruder Satoru, der schon studiert, steht für seine Mutter an erster Stelle. Da wird der unscheinbare Teenager eines Abends von einem blassen Mädchen in einer Gasse überwältigt, die ihn vor die Wahl stellt, zu sterben oder wie sie zu werden. Er entscheidet sich für das Leben, und der Biss der Vampirin lässt ihn selbst zu einem Vampir werden. Als er im Krankenhaus wieder erwacht, weiß Makoto davon zunächst nichts. Doch das Tageslicht erscheint ihm nun unerbittlich, das Essen schmeckt ihm nicht mehr und ihn befällt ein unstillbarer Durst. In der Schule bemerkt er, dass er das Blut der Mitschüler trinken will. Doch er will den Drang unterdrücken und nicht wie das Mädchen werden. Zugleich spürt er größere Kräfte in sich und schlägt Yuki, der nun von ihm ablässt. Makoto zieht sich sobald möglich zurück und freundet sich dabei mit dem Mädchen Yukiko Gosho an, mit der er nun zusammen in der Pause isst. Yuki sieht er abends, wie er von einer Gang älterer Schüler bedroht wird. Auf Bitten von Yukis Freundin Nao Shiraishi hilft er ihm und Yuki zeigt sich dankbar.
Nun verbringen die Vier immer mehr Zeit miteinander. Aber die Gang, die es auf Yuki abgesehen hatte, hat nun auch Makoto im Visier. Von Nunota in eine Falle gelockt, schlagen sie auf Makoto ein, während Yuki zu Hilfe kommt. Als ein Tropfen Blut in den Mund des jungen Vampirs gelangt, werden seine Kräfte geweckt und unbewusst ein anderer Vampir namens Saku gerufen. Der mischt sich ein und bringt Makoto fast um, ehe Yuki ihn niederschlägt. Doch Saku beißt Yuki und auch Makoto bekommt etwas von seinem Blut. Nach dem Vorfall landet Makoto im Krankenhaus und Yuki ist verschwunden. Der Vampir will seinen Freund finden und alle Verbindungen zu den Mädchen abbrechen, um sie zu schützen. Bei der Suche trifft er auf Saku, der die Leichen der an dem Angriff beteiligten versteckt hatte. Nun will er auch Makoto umbringen, doch der wird von Nora gerettet, eine der Frauen aus der Gang, und sie besiegen Saku. Yuki wird von seinem Freund durch den Geruch seines Blutes gefunden und gerettet. Doch auch er ist nun ein Vampir. Beide müssen nicht nur mit ihrem Verlangen nach Blut zurechtkommen, sondern Yuki kann sich auch weniger kontrollieren als Makoto. Darüber hinaus geraten sie ins Visier von Vampirjägern und von Agenten, die es auf Vampire abgesehen haben.

## Veröffentlichung
Die Serie erschien von Februar 2015 bis März 2019 im Magazin Bessatsu Shōnen Magazine beim Verlag Kodansha. Dieser brachte die Kapitel von Juli 2015 bis Mai 2019 auch in zehn Sammelbänden heraus.
Auf Deutsch erschien die Serie von Oktober 2023 bis Juni 2024 bei Manga Cult vollständig in fünf Doppelbänden. Die Übersetzung stammt von Martin Gericke. Der amerikanische Ableger von Kodansha brachte den Manga auf Englisch heraus, bei Planet Manga erschien eine italienische Fassung und bei NewPop eine portugiesische.